# Бірмінгем Сіті
Бі́рмінгем Сі́ті (англ. Birmingham City Football Club) — професіональний англійський футбольний клуб з міста Бірмінгем. Заснований у 1875 році гравцями у крикет при місцевій церкві. Початкова назва клубу «Смол Хіз Альянс». Першим стадіоном команди був «Мунц Стріт». У 1888 році назву змінили на «Смол Хіз», а у 1905 році на «Бірмінгем», а у 1943 за клубом остаточно закріпилася назва «Бірмінгем-Сіті».
Бувши «Смол Хіз», вони були засновниками та першими переможцями Другого дивізіону Футбольної ліги. У 1931 році команда стала фіналістом Кубка Англії (поразка від «Вест-Бромвіча» 1:2). Найкращим періодом для команди стали 1950-ті та 1960-ті роки. За підсумками сезону 1954—55 команда вийшла до Першого дивізіону, де вже у 1956 році дійшла до фіналу Кубка Англії, де поступилася «Манчестер Сіті» з рахунком 1:3. У 1960 році «Бірмінгем Сіті» дійшов до фіналу Кубка Ярмарків, де програв іспанській «Барселоні» 1:4 за сумою двох матчів. Це досягнення є найвищим в єврокубковій історії команди. У 1963 році клуб здобув перемогу у Кубку Ліги над принциповим суперником «Астон Віллою». Період 1970-х характеризується стабільними виступами команди. У ті часи з командою працював видатний англійський наставник Альф Ремзі. З 1979 року клуб потрапив до Другого дивізіону, а у 1989 взагалі до Третього. У період з 1986 по 2002 роки команда двічі вигравала Трофей Футбольної ліги. Перший міжнародний матч відбувся у 1925 році. Тоді на товариську гру прибув мадридський «Реал». «Сині» перемогли з рахунком 3:0.
На своїй сучасній домашній арені клуб виступає з 1906 року. «Сині» мають давнього історичного суперника, інший бірмінгемський клуб, «Астон Вілла». Протистояння між «вілліанами» та «синіми» називають бірмінгемським дербі. Своє прізвисько «Бірмінгем-Сіті» отримав через колір форми. Фанатів команди часто називають «сині носи»

## Титули та досягнення
- Другий дивізіон/Чемпіонат Футбольної Ліги (другий рівень):
  - Переможець (4): 1892—93, 1920—21, 1947—48, 1954—55
  - Друге місце (7): 1893—94, 1900—01, 1901—02, 1971—72, 1984—85, 2006—07, 2008—09
  - Переможці плей-оф (1): 2001—02

- Третій дивізіон/Друга футбольна ліга (третій рівень):
  - Переможці (1): 1994—95
  - Друге місце (1): 1991—92

- Кубок Англії з футболу:
  - Фіналіст (2): 1930—1931, 1955—1956

- Кубок Футбольної Ліги:
  - Переможець (2): 1962—1963, 2010—2011
  - Фіналіст (1): 2000—2001

- Трофей Футбольної Ліги:
  - Переможець (2): 1991, 1995

- Кубок Бірмінгема:
  - Переможець (1): 1905

## Виступи в єврокубках
Голи Бірмінгем Сіті завжди показані першими.
| Сезон   | Змагання       | Раунд   | Суперник                                       | Суперник          | Вдома | На виїзді | Плей-оф |
| Сезон   | Змагання       | Раунд   | Країна                                         | Клуб              | Вдома | На виїзді | Плей-оф |
| ------- | -------------- | ------- | ---------------------------------------------- | ----------------- | ----- | --------- | ------- |
| 1955–58 | Кубок ярмарків | Група B | Італія                                         | Інтернаціонале    | 2–1   | 0–0       |         |
| 1955–58 | Кубок ярмарків | Група B | Соціалістична Федеративна Республіка Югославія | Загреб XI         | 3–0   | 1–0       |         |
| 1955–58 | Кубок ярмарків | 1/2     | Іспанія                                        | Барселона         | 4–3   | 0–1       | 1–2     |
| 1958–60 | Кубок ярмарків | 1Р      | Німеччина                                      | Кельн XI          | 2–0   | 2–2       |         |
| 1958–60 | Кубок ярмарків | 2Р      | Соціалістична Федеративна Республіка Югославія | Загреб XI         | 1–0   | 3–3       |         |
| 1958–60 | Кубок ярмарків | 1/2     | Бельгія                                        | Уніон Сент-Жілуаз | 4–2   | 4–2       |         |
| 1958–60 | Кубок ярмарків | Фінал   | Іспанія                                        | Барселона         | 0–0   | 1–4       |         |
| 1960–61 | Кубок ярмарків | 1Р      | Угорщина                                       | Уйпешт            | 3–2   | 2–1       |         |
| 1960–61 | Кубок ярмарків | 2Р      | Данія                                          | КБ                | 5–0   | 4–4       |         |
| 1960–61 | Кубок ярмарків | 1/2     | Італія                                         | Інтернаціонале    | 2–1   | 2–1       |         |
| 1960–61 | Кубок ярмарків | Фінал   | Італія                                         | Рома              | 2–2   | 0–2       |         |
| 1961–62 | Кубок ярмарків | 2Р      | Іспанія                                        | Еспаньйол         | 1–0   | 2–5       |         |
| 2011–12 | Ліга Європи    | ПО      | Португалія                                     | Насіунал          | 3–0   | 0–0       |         |
| 2011–12 | Ліга Європи    | Група H | Португалія                                     | Брага             | 1–3   | 0–1       |         |
| 2011–12 | Ліга Європи    | Група H | Словенія                                       | Марибор           | 1–0   | 2–1       |         |
| 2011–12 | Ліга Європи    | Група H | Бельгія                                        | Брюгге            | 2–2   | 2–1       |         |

Примітки
- ПО = раунд плей-оф
- 1Р = перший раунд
- 2Р = другий раунд
- 1/2 = півфінал